# Begonia buimontana
Begonia buimontana là một loài thực vật có hoa trong họ Thu hải đường. Loài này được Yamam. mô tả khoa học đầu tiên năm 1933.